# Tom Adair
Thomas „Tom“ Montgomery Adair (* 15. Juni 1913 in Newton, Kansas; † 24. Mai 1988 in Honolulu, Hawaii) war ein US-amerikanischer Liedtexter, Komponist und Drehbuchautor, der bei der Oscarverleihung 1957 für den Oscar für den besten Song nominiert war. Mit Matt Dennis schrieb er mehrere Songs, die in den Billboard-Charts 1941 platziert waren. Das von ihm getextete Lied In the Blue of Evening war in der Version von Tommy Dorsey & His Orchestra mit Frank Sinatra für drei Wochen 1943 Nummer-eins-Hit in den USA. Er textete zahlreiche Jazzstandards und -kompositionen und wurde 2010 posthum in die Songwriters Hall of Fame aufgenommen.

## Leben
Thomas „Tom“ Montgomery Adair war Absolvent des Los Angeles Junior College und begann in den 1940er Jahren mit dem Schreiben von Liedtexten für Radioshows wie Duffy’s Tavern, die zwischen 1941 und 1951 bei CBS, NBC Blue sowie zuletzt bei NBC lief. Seine Lieder wurden von Bing Crosby, Tommy Dorsey und Dinah Shore interpretiert und er schrieb auch die Musik für die Broadway-Show Along Fifth Avenue. Er arbeitete zunächst mit Gordon Jenkins und dann mit Matt Dennis zusammen, mit dem er 1940 Will You Still Be Mine? verfasste. Mit Matt Dennis schrieb er mehrere Songs, die in den Billboard-Charts 1941 platziert waren wie zuerst Everything Happens to Me in der Version von Tommy Dorsey & Orchestra mit Frank Sinatra und dann das noch erfolgreichere Let’s Get Away from It All in der Version von Tommy Dorsey & his Orchestra, Frank Sinatra sowie Connie Haines & the Pied Pipers. Das von ihm und Dennis getextete Lied In the Blue of Evening war in der Version von Tommy Dorsey & His Orchestra mit Frank Sinatra für drei Wochen vom 21. August bis 10. September 1943 Nummer-eins-Hit in den USA. Weitere bekannte Songs von ihm waren The Night We Called It a Day, The Skyscraper Blues, A Home-Sweet-Home in the Army, How Will I Know My Love?, Sing a Smiling Song, Paul Bunyan, There’s No You und Weep No More.
Bei der Oscarverleihung 1957 folgte zusammen mit Leith Stevens für Julie aus dem Film Mord in den Wolken (1956) eine Nominierung für den Oscar in der Kategorie bester Song. Für das 1958 erschienene Studioalbum Lady in Satin von Billie Holiday & Ray Ellis and His Orchestra schufen Adair und Dennis den Song Violets for Your Furs. 1958 arbeitete Adair erstmals mit James B. Allardice bei The Ann Sothern Show zusammen. Er schrieb auch Texte für den Soundtrack zum Disney-Film Dornröschen aus dem Jahre 1959. Hierfür wurde er 1959 bei den Grammy Awards in der Kategorie „Bestes Soundtrack-Album, Originalbesetzung - Kinofilm oder Fernsehen“ nominiert. Die Zusammenarbeit mit Allardice intensivierte sich Anfang der 1960er Jahre. Adair schrieb die Songtexte und Allardice die Drehbücher für Fernsehsendungen wie The Ann Sothern Show, Meine drei Söhne (1960), Hazel (1961), Gomer Pyle, U.S.M.C. (1964), F Troop (1965), Mein Onkel vom Mars (1965) sowie Bezaubernde Jeannie (1966) Nach dem Tode von James B. Allardice am 15. Februar 1966 schrieb er für keine Sitcom mehr, sondern verfasste überwiegend Musik für Nachtclubs und Revuen. Zusammen mit John Scott Trotter war er zudem bei der Primetime-Emmy-Verleihung 1969 in der Kategorie „Hervorragende individuelle Leistung in der Musik“ für die Musik zu Babar der kleine Elefant (1968) nominiert.
Adairs Songs wurden auch Jahre nach seinem Tode noch interpretiert wie zum Beispiel Everything Happens to Me auf dem 1993 veröffentlichten Jazzalbum Always Say Goodbye, The Night We Called It a Day auf dem 2015 erschienenen 36. Studioalbum Shadows in the Night von Bob Dylan.
Tom Adair war von 1941 bis zu seinem Tode 1988 mit Frances Jeffords verheiratet. Für sein Lebenswerk wurde er 2010 posthum in die Songwriters Hall of Fame aufgenommen.

## Filmografie (Auswahl)
- 1956: Mord in den Wolken
- 1958: The Ann Sothern Show (Fernsehserie)
- 1959: Dornröschen
- 1960: Meine drei Söhne (Fernsehserie)
- 1965: Mein Onkel vom Mars (Fernsehserie)
- 1966: Bezaubernde Jeannie (Fernsehserie)
- 1968: Babar der kleine Elefant